# Jean-Joseph Carriès
Jean-Joseph-Marie Carriès est un sculpteur et céramiste français né à Lyon le 15 février 1855 et mort à Paris le 1er juillet 1894.
Il est réputé pour ses grès émaillés influencés par la céramique japonaise et ses créatures oniriques qui le rattachent au mouvement symboliste.

## Biographie

### Jeunesse
Fils d’un cordonnier, Jean-Joseph Carriès se retrouve orphelin en 1861, à l'âge de 6 ans. Il est recueilli, ainsi que ses frères et sa sœur par la Compagnie des Filles de la charité de Saint-Vincent-de-Paul. Il effectue son apprentissage de modeleur estampeur chez un sculpteur d’objets religieux, Pierre Vermare à partir de 1868 ; il étudie parallèlement, lorsque l'occasion se présente, à l'École des beaux-arts de Lyon, sur les conseils de son maître. Il y révèle rapidement sa personnalité et découvre l’art gothique dans les musées et églises ; en particulier le portail gothique de la cathédrale Saint-Jean, qu'il voit tous les jours et le musée des Arts décoratifs de Lyon dans lequel il admire tous les dimanches les moulages en plâtre du monastère de Brou,. Il quitte l'atelier de Vermare au bout de deux ans et travaille seul jusqu'à la fin de l'année 1873.
Il part s'installer à Paris en janvier 1874 où il devient temporairement l'élève d'Auguste Dumont et reçoit des conseils de la part d'Alexandre Falguière et d'Henri Lehmann,,. Il échoue au concours d'admission à l'École des beaux-arts de Paris et travaille donc seul, selon sa propre inspiration,. Il rencontra à Paris son compatriote Jean-Alexandre Pézieux qui vient à Paris la même année pour entrer aux Beaux-Arts, celui-ci aide Carriès qui a quitté sa ville natale sans fortune personnelle en lui donnant quelques conseils et en partageant avec lui une part de la bourse que lui versait la Ville de Lyon.

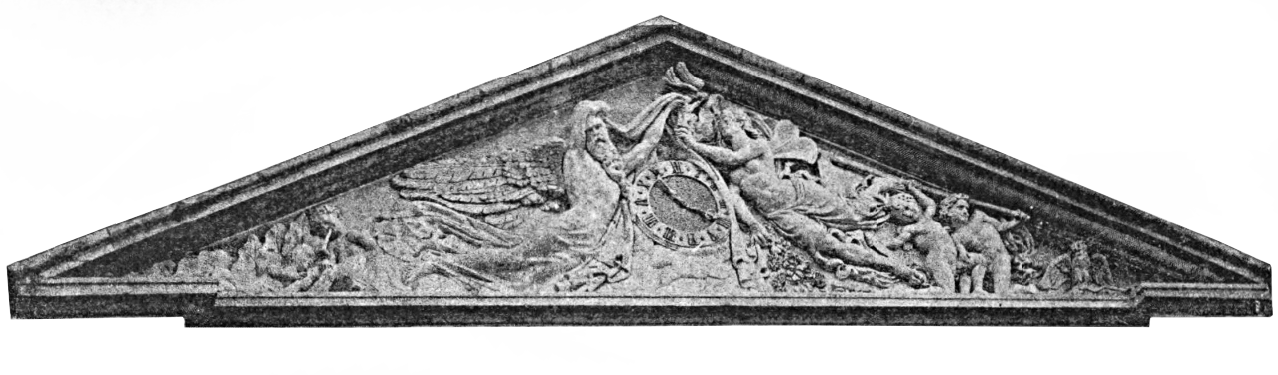
Jean-Alexandre Pézieux et Jean-Joseph_Carriès, Le Temps dévoilant les Heures (1874), fronton du château de Meslay-le-Vidame.

Ne voulant pas rester à la charge de Pézieux qui n'était déjà pas très fortuné, il le quitte et erre dans les rues de Paris. Il finit par trouver dans un moment de détresse un cercle d'ouvriers à Passy dans lequel son talent est reconnu par le comte de Brimont qui lui commande la réalisation d'un fronton pour son château de Meslay-le-Vidame,. Ce bas-relief, Le Temps dévoilant les Heures, est coréalisé avec Jean-Alexandre Pézieux, Carriès sculpte la figure du Temps et Pézieux réalise celle des Heures.

### Carrière

#### 1875-1888: les portraits parisiens
Durant cette période, Carriès travaille par séries modelant de préférence des bustes, après celle des Désespérés, il réalise des Têtes de bébés, puis des figures historiques (Frans Hals, Vélasquez, Loyse Labé…). Vivant de ce type de commandes, le sculpteur ne cesse d'expérimenter des formes assez audacieuses et directement issues de son imaginaire (Le Guerrier, autoportrait imaginaire de l'artiste en conquistador espagnol).
Lors de sa première participation au Salon de 1875, il expose ses premiers bustes, d'une facture très détaillée, ce qui lui vaut d'être soupçonné d'avoir réalisé des moulages sur nature,. En 1876, il est rappelé à Lyon pour voir sa sœur, novice à l'orphelinat de Saint-Jean, qui allait mourir de la tuberculose, à l'âge de 18 ans,. Il modèle son buste pour en faire plus tard une œuvre en sa mémoire : La Novice. La même année, il réalise le Buste d'Eugène Allard, un peintre assassiné par un modèle à Rome, ainsi qu’Eugène Allard voilé dit Le Sommeil qui figure la tête du peintre couverte d'un voile, qu'il exécute de sa propre initiative et qu'il donne à Mme Allard, la veuve du peintre, qui lui avait commandé le buste,.
En 1877, il s'engage dans un régiment d'infanterie en garnison à Montauban mais grâce à la recommandation de la sœur Callamand, celle qui l'avait recueilli alors qu'il était orphelin, il obtient l'autorisation de continuer à modeler et il obtient même un congé qui lui permet de regagner Paris jusqu'à sa libération.
Le Salon de 1881 permet à Carriès de se faire connaître. En exposant la théâtrale tête décapitée de Charles Ier, il obtient la mention honorable.
En 1882, il expose ses bustes issus de la série des Déshérités en plâtre, enrichis de patines savantes, représentant des marginaux et des pauvres et mêlant naturalisme et symbolisme au Cercle des Arts libéraux. Cette série est complétée par d’autres bustes idiosyncratiques en plâtre, cire et finalement en bronze, de membres de la famille, de figures religieuses et de bébés étranges et dérangeants.
Au Salon de 1883, il expose l’Évêque qui connaît également un succès et obtient la mention honorable. Ce buste ainsi que celui de Charles Ier sont fondus en bronze et acquis par l'État en 1889.
La même année et jusqu'en 1888, Carriès commence une nouvelle série en partenariat avec le fondeur Pierre Bingen : celle de grandes figures historiques. On y retrouve les bustes de Jules Breton, Auguste Vacquerie, Loyse Labé, Frans Hals, Mme Hals, ou Femme de Hollande, Vélasquez, La Religieuse, L'Infante ou encore Le Guerrier, Le Mineur, et enfin son Autoportrait. Quelques années auparavant, le sculpteur avait fait la connaissance de Pierre Bingen, qui fut l’un des premiers à remettre en pratique le procédé de la fonte à cire perdue à Paris. À eux deux, ils produisirent des épreuves aux patines raffinées qui firent révolution dans l’industrie du bronze. Beaucoup de leurs ouvrages furent exposés, en avril 1888, à l’hôtel des Ménard-Dorian, rue de la Faisanderie à Paris. Rencontrant un véritable succès, cette exposition lui donne l'occasion de quitter la capitale pour réaliser son rêve : devenir enfin céramiste et créer des œuvres en grès. Il décide alors de s'installer en Puisaye.
L’intérêt de Carriès pour le grès émaillé et les céramiques date de l’Exposition universelle de 1878, à Paris, où il voit des exemples d’œuvres japonaises réalisées dans cette matière,. Il est encouragé dans cette démarche par Paul Gauguin, à qui il est présenté pendant l’hiver de 1886-1887 par Ernest Chaplet dans l’atelier de céramique de ce dernier, rue Blomet à Paris.
Entre 1886 et 1887, la peintre germano-suisse Louise Catherine Breslau peint le portrait le plus célèbre de Carriès, Portrait de Jean Carriès dans son atelier, conservé au Petit Palais à Paris.

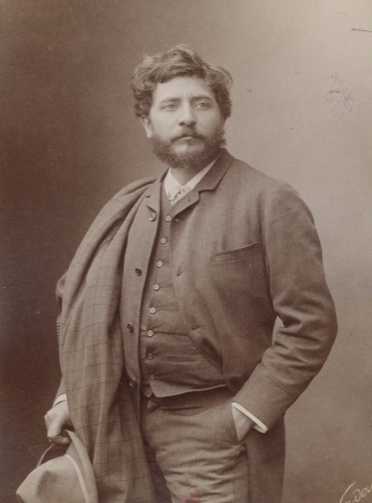
Portrait de Jean-Joseph Carriès (Atelier Nadar).

#### 1888-1894: l'influence décisive de la Puisaye
À l’automne 1888, Carriès a gagné une indépendance financière suffisante pour lui permettre de se consacrer essentiellement à perfectionner le procédé complexe de cuisson de la poterie en grès émaillé : « ce mâle de la porcelaine » comme il l’appelle. L’artiste installe un atelier à Saint-Amand-en-Puisaye, cité connue pour son argile et ses potiers. Fermement engagé lui-même dans son rôle d’artiste-artisan, Carriès crée des glaçures dans de subtiles variations de tons brun, beige et crème.
À partir de 1888-1889, il applique ces effets de couleurs à de nombreuses versions de ses anciens portraits en céramiques et à un répertoire toujours plus important d’autoportraits, d'animaux et de masques fantastiques inspirés par la sculpture gothique et l’art japonais. C’est à travers ces deux dernières influences que l’extrême réalisme de Carriès mène à la distorsion, à la caricature et finalement au grotesque. Inspiré par le symbolisme, il recourt de plus en plus au motif de la « tête coupée », représentant des têtes sur des socles réduits.
En janvier 1889, il organise sa première exposition de grès dans son atelier à Paris ; le Tout-Paris cultivé s'y rend.
En 1892, Carriès présente en vitrine des grès émaillés, mêlant sculptures-céramiques et poteries. En exposant plus de 130 pièces — dont certaines tirées de la Porte de Parsifal — au Salon de la Société nationale des beaux-arts, le sculpteur-céramiste s'attire les éloges, ce qui lui vaut d'être nommé chevalier de la Légion d'honneur le 19 juillet 1892,. Par la suite, l'État décide de lui acheter douze grès destinés aux musées du Luxembourg et de Sèvres. Aussi, la Ville de Paris acquiert six vases et une sculpture pour le musée Galliera.

##### La Porte de Parsifal

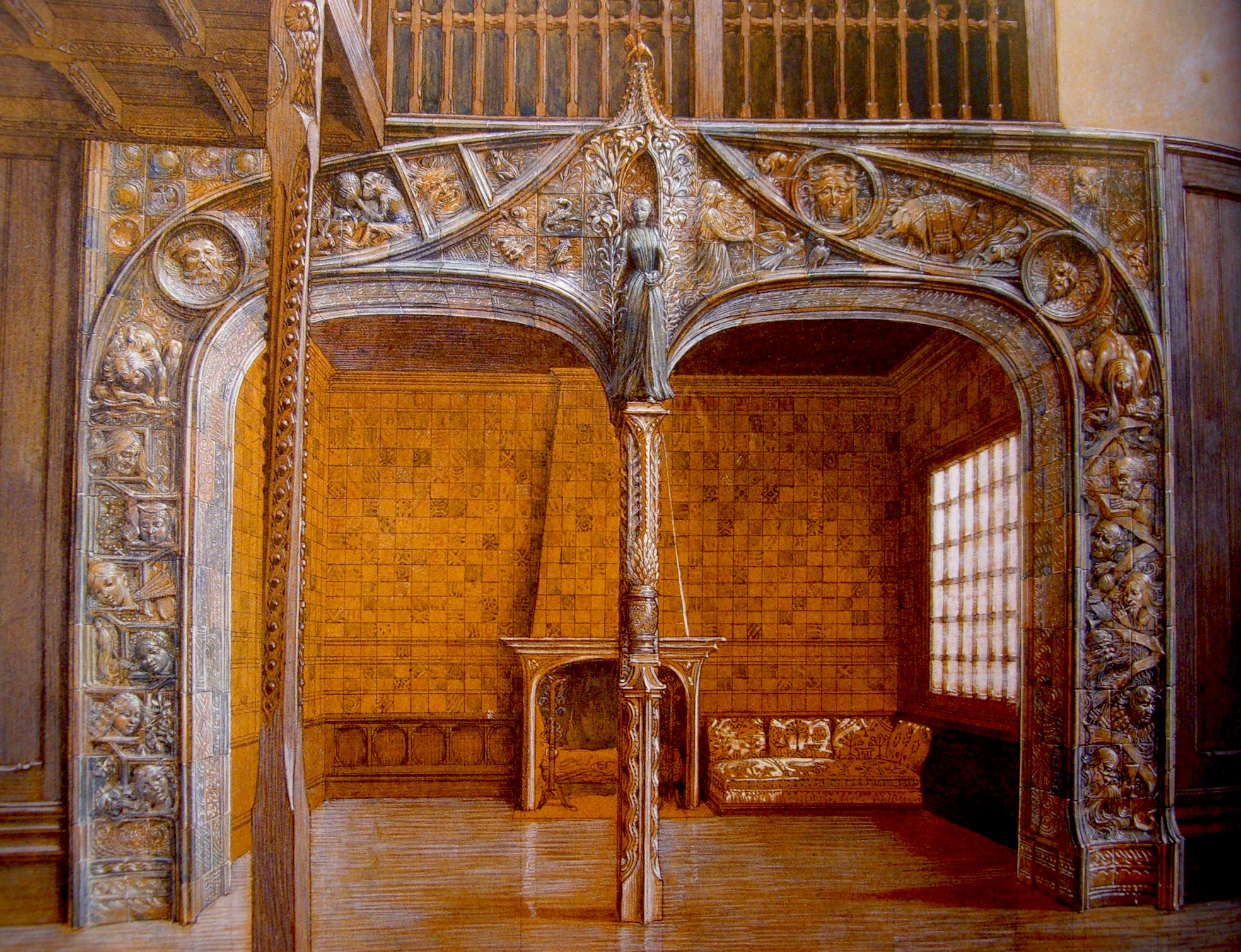
Eugène Grasset, Projet de Porte monumentale, aquarelle de présentation (1890), Paris, Petit Palais.

Vers 1890,,,, la princesse Louis de Scey-Montbéliard, née Winnaretta Singer et future princesse de Polignac, lui commande, à partir d'un dessin exécuté d'après les directives du sculpteur par Eugène Grasset, ami de l'artiste, une porte monumentale destinée à aménager une pièce de son nouvel hôtel particulier parisien de la rue Cortambert où doit être conservé le manuscrit de Parsifal de Richard Wagner, qu’elle projette d’acquérir. Conçu en grès émaillé, le modèle ne pèse pas moins de 22 tonnes et doit comporter 600 carreaux de grès émaillé,. L'œuvre aurait dû mesurer 6 m de haut et aurait ainsi séparé la pièce consacrée au manuscrit du hall dans lequel elle recevait des mélomanes et organisait des concerts privés.
Les sources de cette porte sont multiples, Carriès tirant son inspiration de l'art gothique et de l'art japonais qui sont ses deux passions, mais également des reliefs d'Angkor Vat et Borobudur qu'il connaissait par des reproductions, ainsi que des statues de l'île de Pâques et d'ouvrages scientifiques.
Le projet compte trois étapes, la première étant l'aquarelle d'Eugène Grasset, réalisée en 1890, sur laquelle on voit un pilier gauche dédié à des figures féminines (cinq têtes de femmes) et un pilier droit dédié à des figures masculines (cinq têtes d'hommes). La figure centrale, dans une niche ornant le trumeau, est une femme ayant les traits de Winaretta Singer, représentée en Vierge écrasant le serpent.
La seconde étape du projet fait disparaître la partie dévolue aux personnages féminins, qui sont remplacés par les visages grimaçants de créatures hybrides, et la figure centrale de Winaretta Singer ne sort plus d'une niche, mais d'une bouche démoniaque d'autant plus que l'acquisition du manuscrit n'a pas eu lieu, Carriès s'autorisant donc davantage de licences.
La dernière étape du projet relève davantage d'un monstre, d'un rêve hallucinatoire selon les mots de l'artiste, d'innombrables figures terrifiantes et hybrides s'y pressent, ce qui relève d'un goût assez partagé par des écrivains et des artistes de la fin du siècle, notamment Odilon Redon qui représente beaucoup de créatures hybrides et terrifiantes. Cet écrasant travail usera les forces de Carriès et restera inachevé.
Pendant plus de trente ans, le plâtre original à grandeur de La Porte de Parsifal fut exposée à Paris au Petit Palais, à l’entrée d’une salle consacrée à l’œuvre de Carriès. En 1934, à cause d’une décision de Raymond Escholier, alors directeur du musée, le modèle fut démonté puis détruit en grande partie en 1950 et la salle consacrée à Carriès démantelée. Une nouvelle salle consacrée à l'artiste fut inaugurée en 2005.

## Postérité

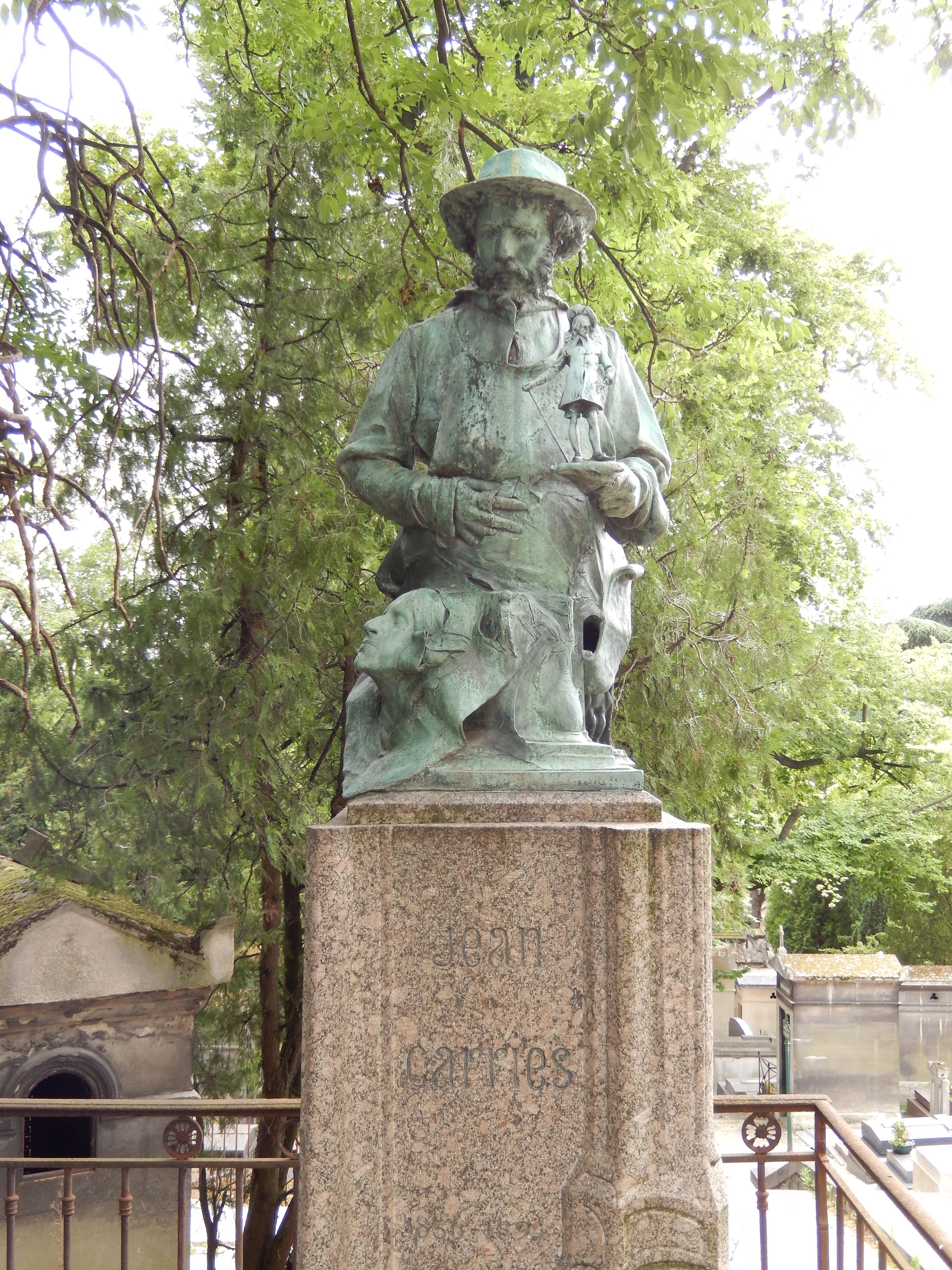
Autoportrait ornant la tombe de Jean-Joseph Carriès, Paris, cimetière du Père-Lachaise.

Mort en pleine gloire d'une pleurésie le 1er juillet 1894,, Jean-Joseph Carriès est inhumé à Paris dans la 12e division du cimetière du Père-Lachaise. Pourtant son œuvre ne disparaît pas avec lui, au contraire, elle devient publique en intégrant le Petit Palais.
En effet, le Petit Palais est construit à l'occasion de l'Exposition Universelle de 1900. Dès l'année 1901 il est converti en musée mais ce musée n'a pas encore de fonds. Henry Lapauze — conservateur et directeur du musée de 1905 à 1925 — décide d'enrichir le musée à partir de fonds d'ateliers afin de « témoigner de l’effort de nos sculpteurs modernes ». En 1904, lors d'une exposition se déroulant à la galerie Georges Petit, il découvre et achète pour le Petit Palais le portrait de Carriès dans son atelier de Louise Catherine Breslau. Il en informe Georges Hoentschel, qui a conservé le fonds de l'atelier de Carriès à sa mort. Celui-ci décide de donner au Petit Palais deux cent vingt-cinq sculptures et céramiques. Le fonds Carriès devient ainsi le premier fonds d'atelier à rejoindre les collections du Petit Palais. Le Portrait de Jean Carriès dans son atelier, œuvre de Louise Catherine Breslau, est exposée au Petit Palais, à Paris
Une rue porte son nom à Paris, rue Jean-Carriès, dans le 7e arrondissement.

## Œuvres dans les collections publiques
Canada
- Montréal, musée des Beaux-Arts : 
  - L'Homme au grelot, dit Le Bouffon désespéré, 1892, grès émaillé ;
  - Louise L’abey, buste en bronze, fonte Bingen.

France
- Dijon, musée des Beaux-Arts : Le Mendiant russe, 1887, plâtre à patine brune.
- Lyon, musée des Beaux-Arts :
  - Portrait de Louise Labé, 1887, buste en bronze, fonte Bingen, inv. B 1258-a[21] ;
  - Le Mendiant russe, ou Le Déshérité, vers 1881, plâtre patiné, inv. 1936-2[21] ;
  - Le Guerrier, 1883-1884, plâtre patiné, inv. B 529[21] ;
  - Le Guerrier, 1883-1884, plâtre patiné, inv. 1937-51[21] ;
  - L'Aveugle, 1879, buste terre cuite, inv. B 1153 bis-u[21] ;
  - La Religieuse, ou La Mère Callamande, 1888, buste en cire brune sur support de plâtr, inv. B 1399[21] ;
  - Le Désespéré au grand chapeau, 1882, buste en plâtre patiné, inv. B 528[21] ;
  - Alphonse Baudin, 1879, buste en plâtre patiné, inv. B 618[21] ;
  - Le Cuisinier, dit aussi Le Vieux Magistrat ou L’Homme à la toque, 1883, buste en plâtre patiné, inv. B 530[21] ;
  - Bébé à la bouche ouverte, buste en grès émaillé, inv. 1961-106[21] ;
  - Bébé dormant les poings sur la poitrine, 1888-1890, haut-relief en plâtre patiné à reflets bruns, inv. 1936-3[21].
- Paris :
  - musée d'Orsay :
    - Buste de Jules Breton, vers 1881, bronze[22] ;
    - Le Mineur de la Loire, plâtre patiné[23] ;
    - Faune, tête en bronze, grès émaillé[24] ;
    - Portrait de Louise Labé, plâtre patiné, inv. OAO 1359 ;
    - Bébé dormant les poings sur la poitrine, haut-relief en plâtre patiné, inv R.F. 4101 ;
    - Le Grenouillard, 1891, grès émaillé[25].

  - Petit Palais : fonds d’œuvres de Carriès[Notes 4], données pour une large part en 1904 par l’ami intime de l’artiste, Georges Hoentschel, architecte, décorateur, collectionneur et lui-même céramiste[3].

    - Buste de Jules Breton, vers 1881, plâtre patiné ;
    - Porte de Parsifal, fragments, grès émaillé ;
    - Les Trois enfants Fabvier, médaillon[26] ;
    - Le Guerrier, 1881, plâtre patiné, inv. inv. PPS 00578 ;
    - Le Désespéré au grand chapeau, 1882, buste en plâtre patiné, inv. PPS 00589 ;
    - Le Cuisinier, 1883, buste en plâtre patiné, inv. PPS 01201 ;
    - Le Mendiant russe ou Le Déshérité, buste en plâtre patiné, inv. PPS 1209[27] ;
    - Buste de Loyse Labé, biscuit patiné, inv. nv. PPS 00568[28] ;
    - La Religieuse, plâtre patiné, inv. PPS 00596 ;
    - Bébé à la bouche ouverte, buste en grès émaillé, inv. PPS 00398 ;
    - Bébé dormant les poings sur la poitrine, haut-relief en grès émaillé, inv. PPS 417 ;
    - La Grenouille aux oreilles de lapin, 1891, grès émaillé, inv. PPS404[29] ;
    - La Grenouille faisant le gros dos, entre 1889-1894, grès émaillé, inv. PPS406[30] ;
    - Franz Hals, 1885, buste en plâtre patiné, inv PPS582[31] ;
    - Léon Gambetta, 1885, buste en plâtre patiné, inv PPS575[32] ;
    - L'Infante, entre 1889-1894, grès émaillé, inv. PPS415[33] ;
    - Masque dit "Race Jaune", 1892, grès émaillé, inv. PPS466[34].
- Saint-Amand-en-Puisaye, musée du Grès : 
  - Autoportrait, plâtre patiné.

Suisse
- Genève, musée d’Art et d’Histoire : Le Cuisinier, buste en bronze[35], fonte Bingen[réf. nécessaire].

## Expositions
- Du 31 mars au 11 juin 2007 : Auxerre, musée Leblanc-Duvernoy.
- Du 1er octobre 2007 au 31 janvier 2008 : Paris, Petit Palais, « Jean-Joseph Carriès, La matière de l’étrange ».

Œuvres de Jean-Joseph Carriès
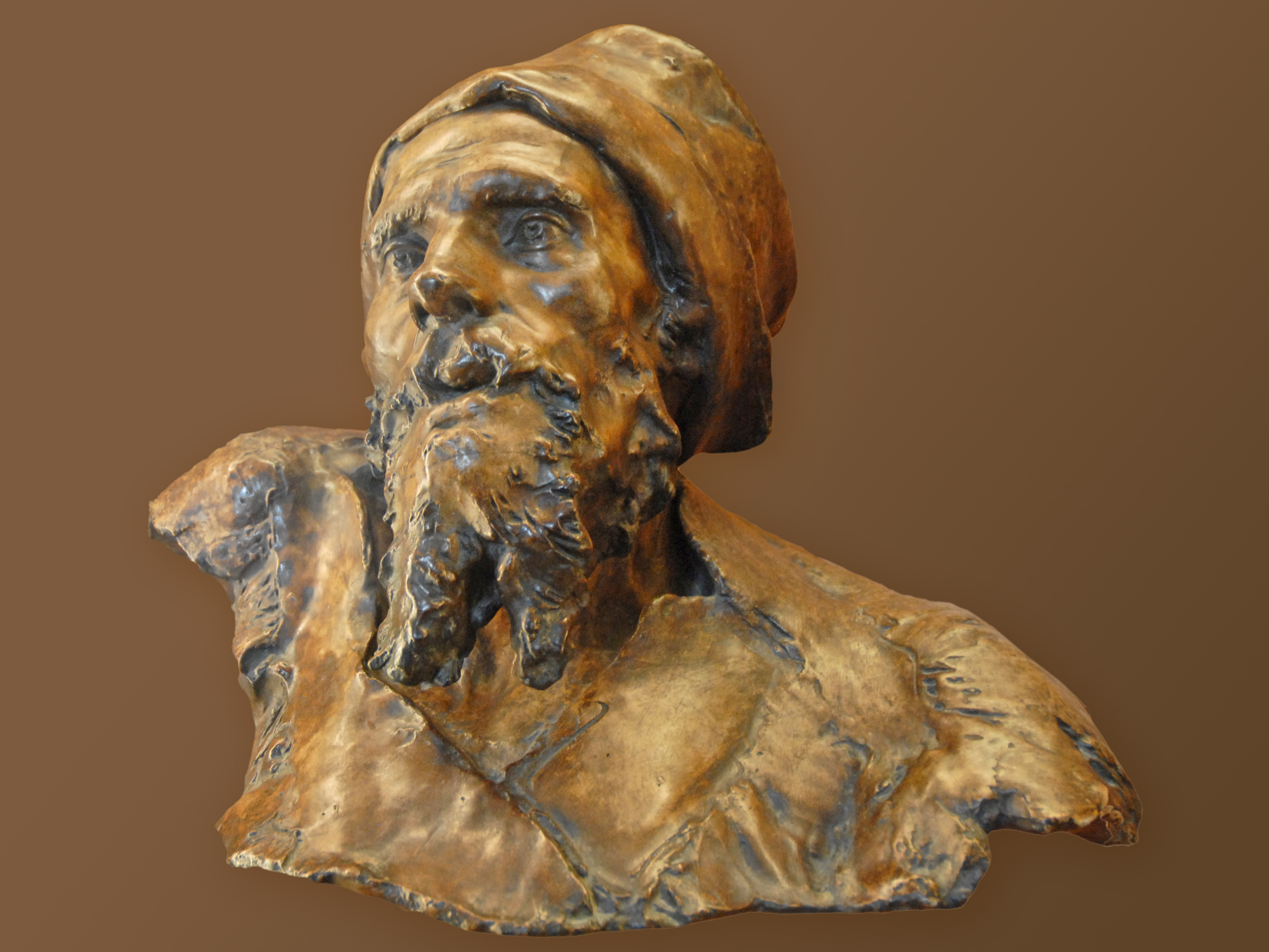
Le Mendiant russe, ou Le Déshérité (vers 1881), plâtre patiné, musée des Beaux-Arts de Lyon.
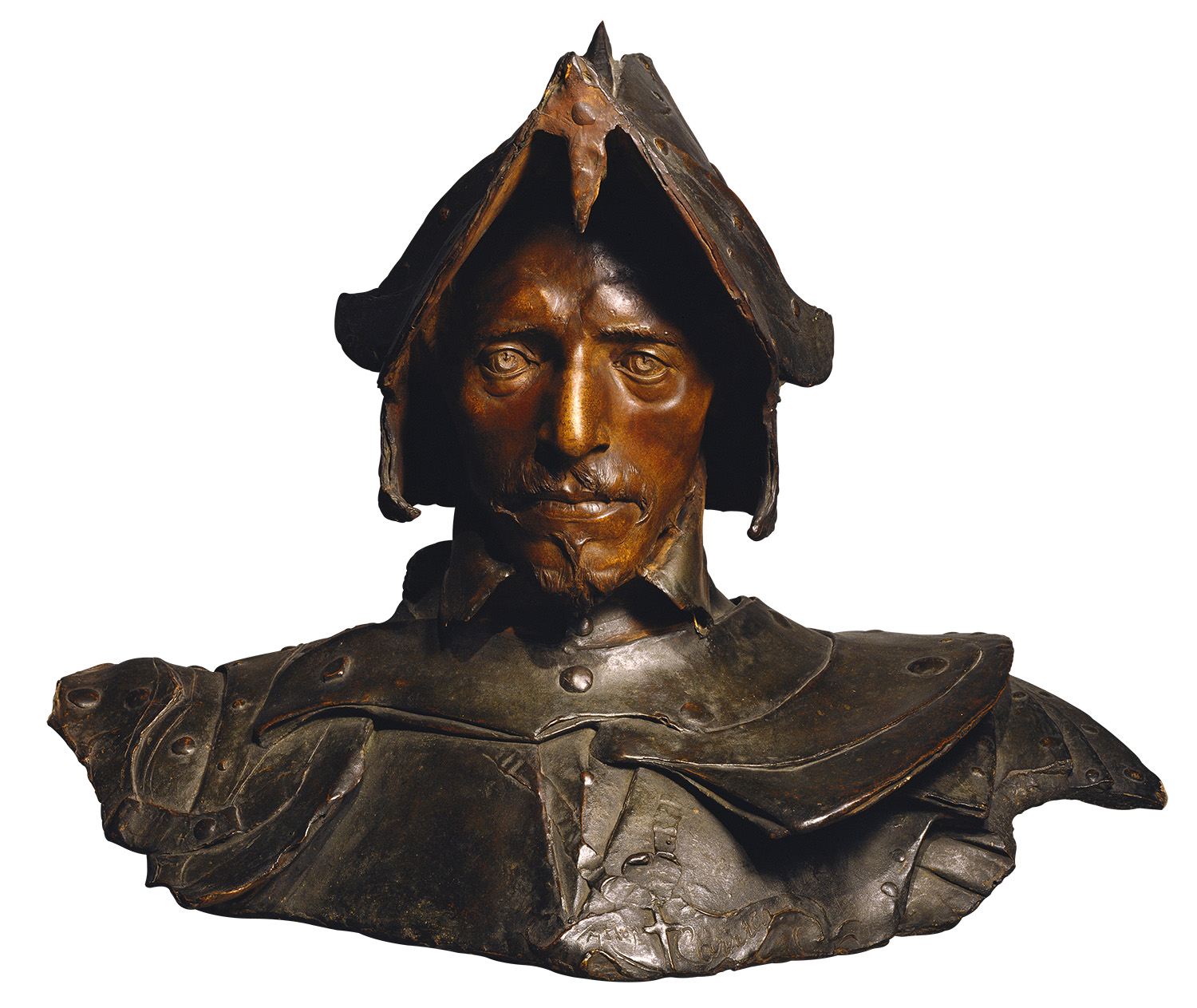
Le Guerrier (avant 1884), plâtre patiné, musée des Beaux-Arts de Lyon.
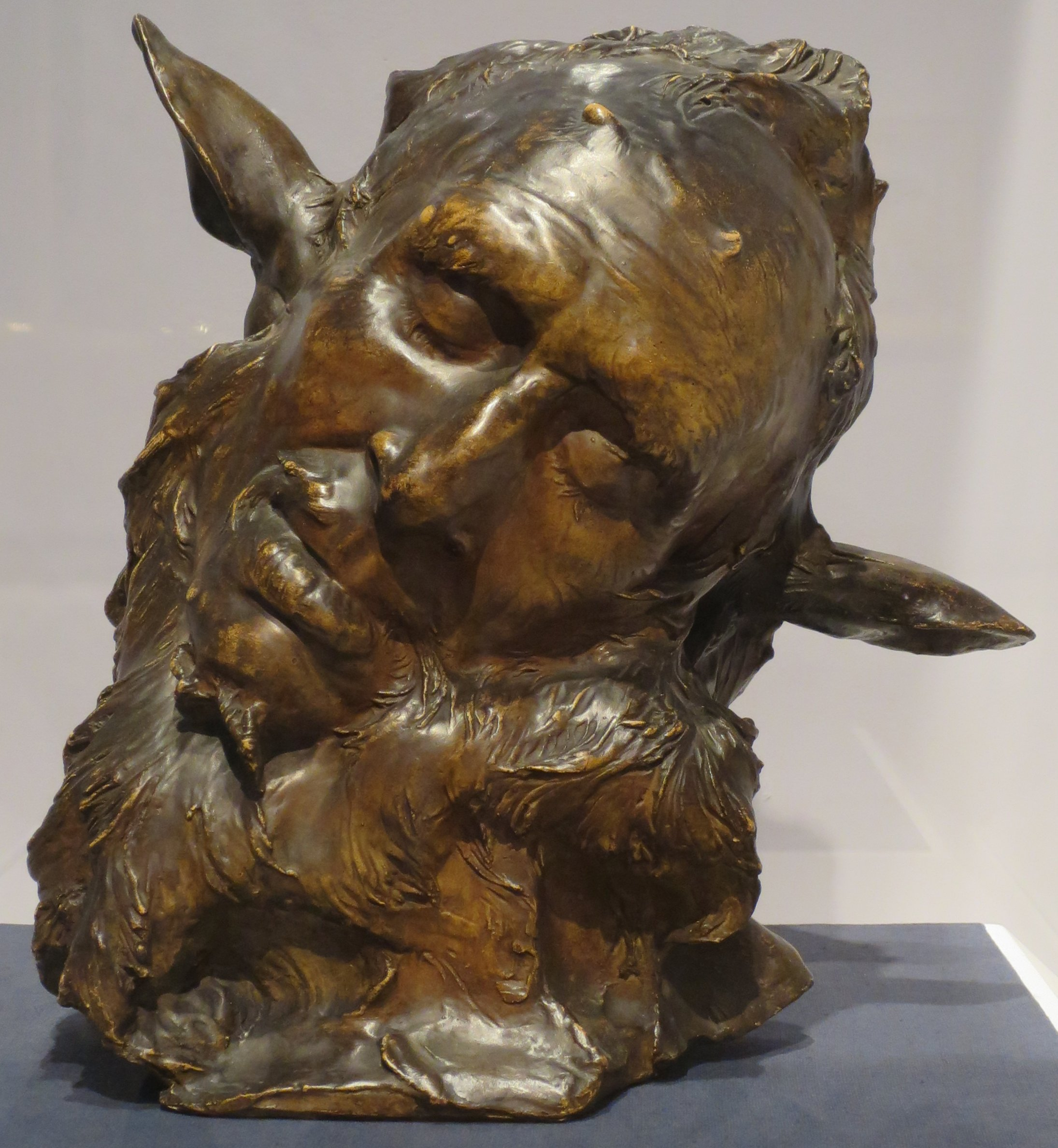
Le Faune endormi (1885), plâtre patiné, Atlanta, High Museum of Art.
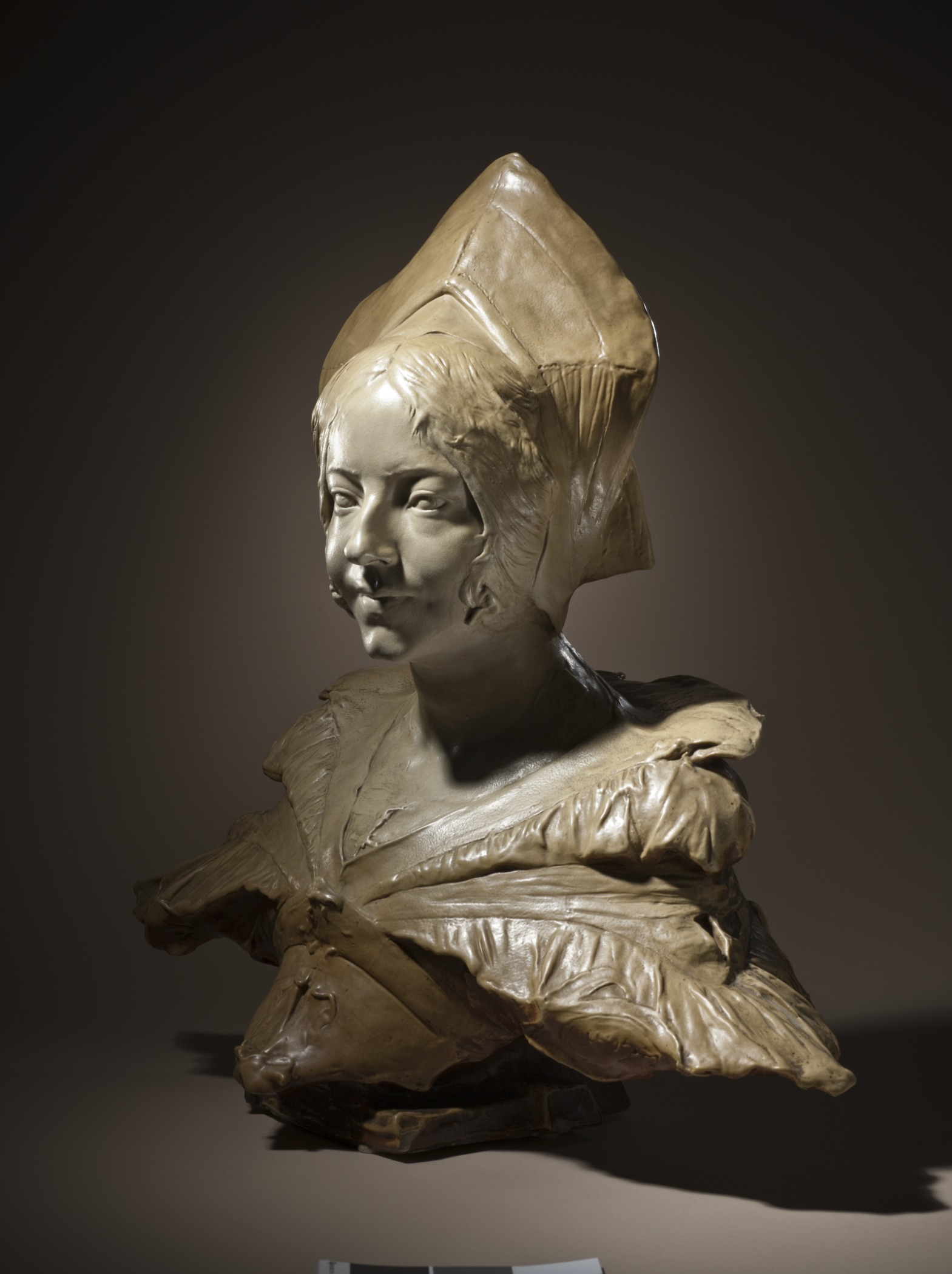
Buste de Loyse Labé (vers 1887), grès émaillé, musée d'Art du comté de Los Angeles.
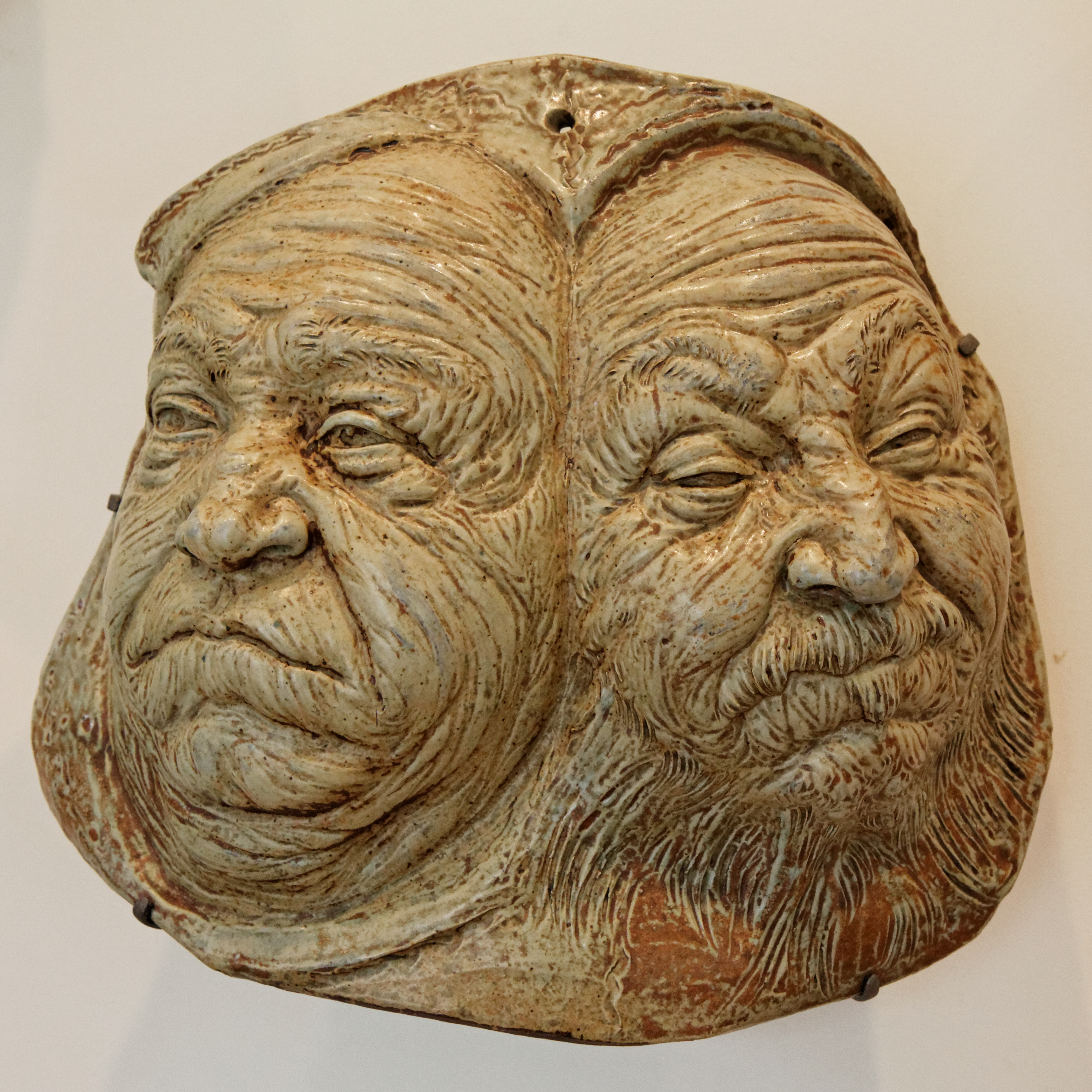
Masques accolés (vers 1888-1894), grès émaillé, Paris, Petit Palais.
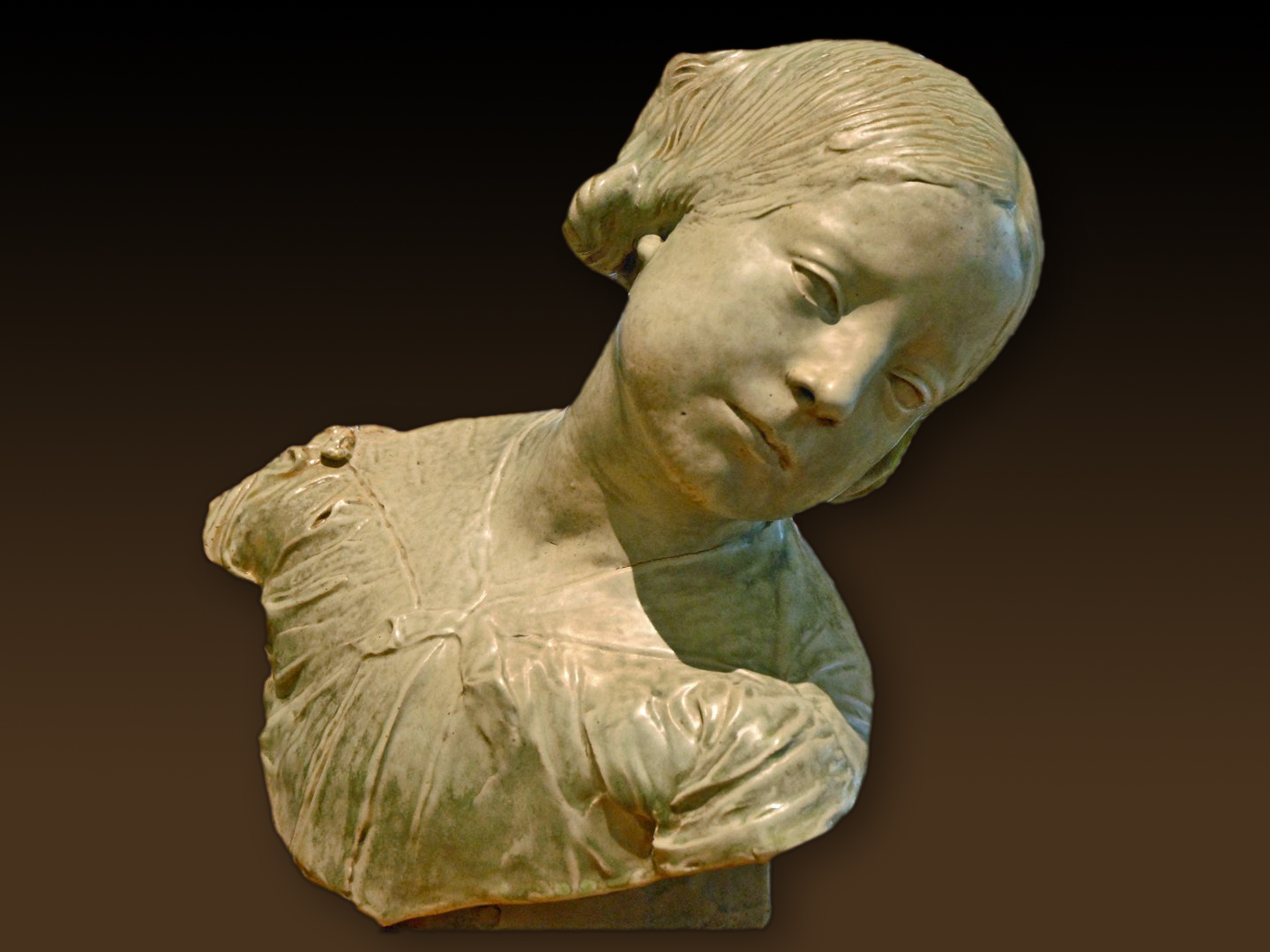
Jeune fille à la tête penchée (1888-1894), grès émaillé, Paris, Petit Palais.
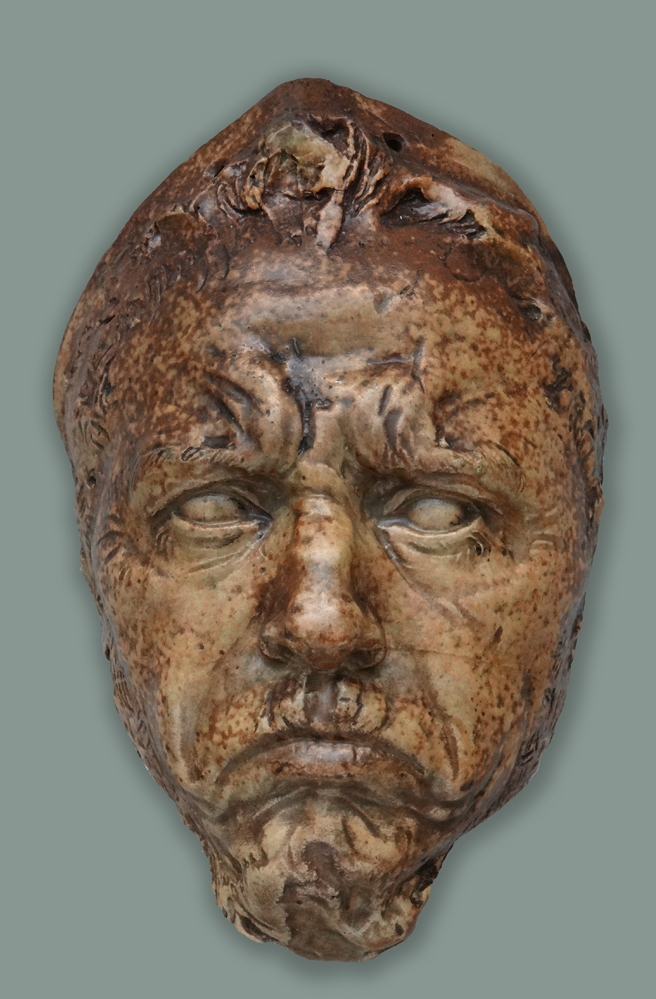
Masque autoportrait (1890-1892), grès émaillé, Londres, Victoria and Albert Museum.
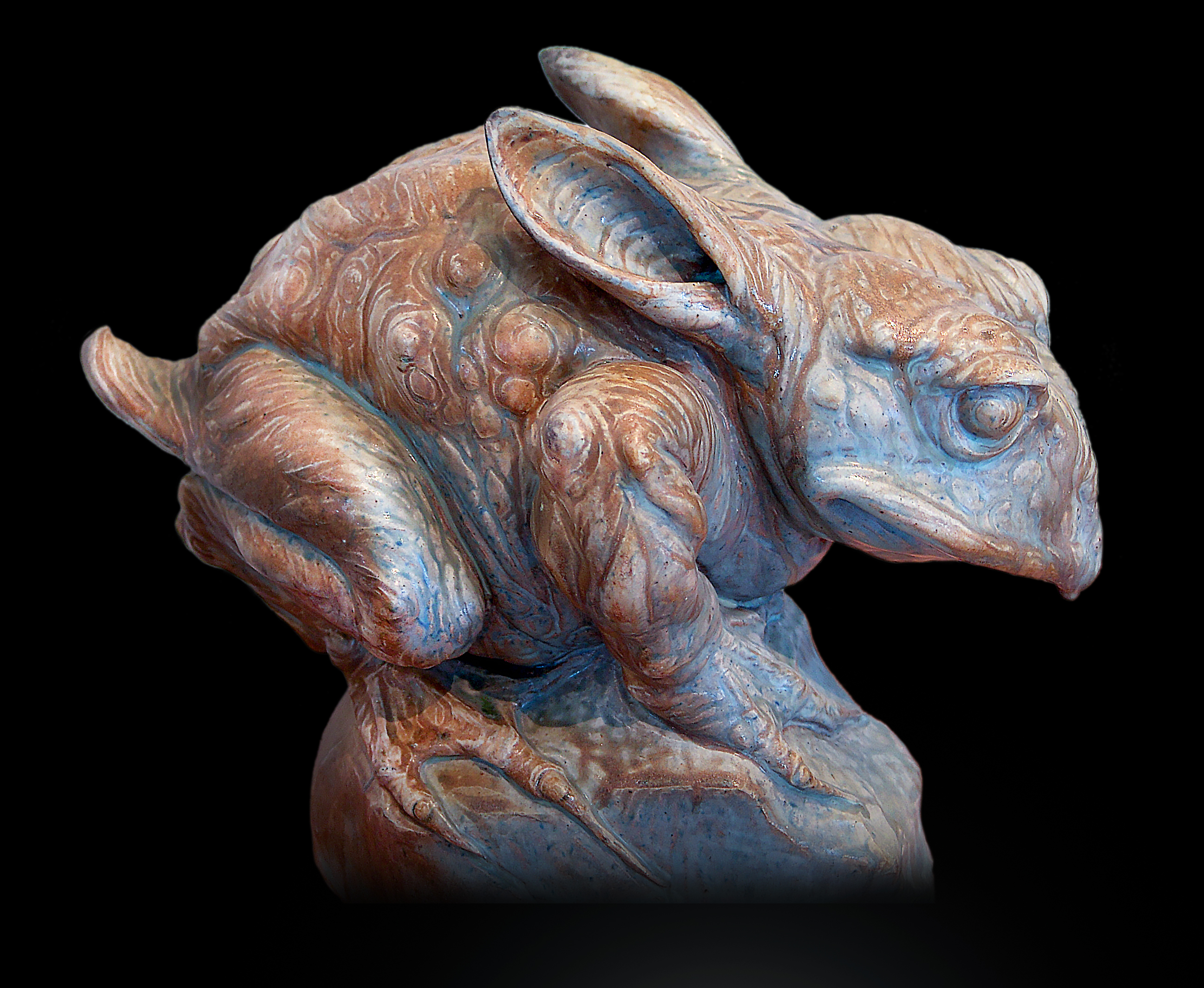
Grenouille aux oreilles de lapin (vers 1891), grès émaillé, Paris, Petit Palais.
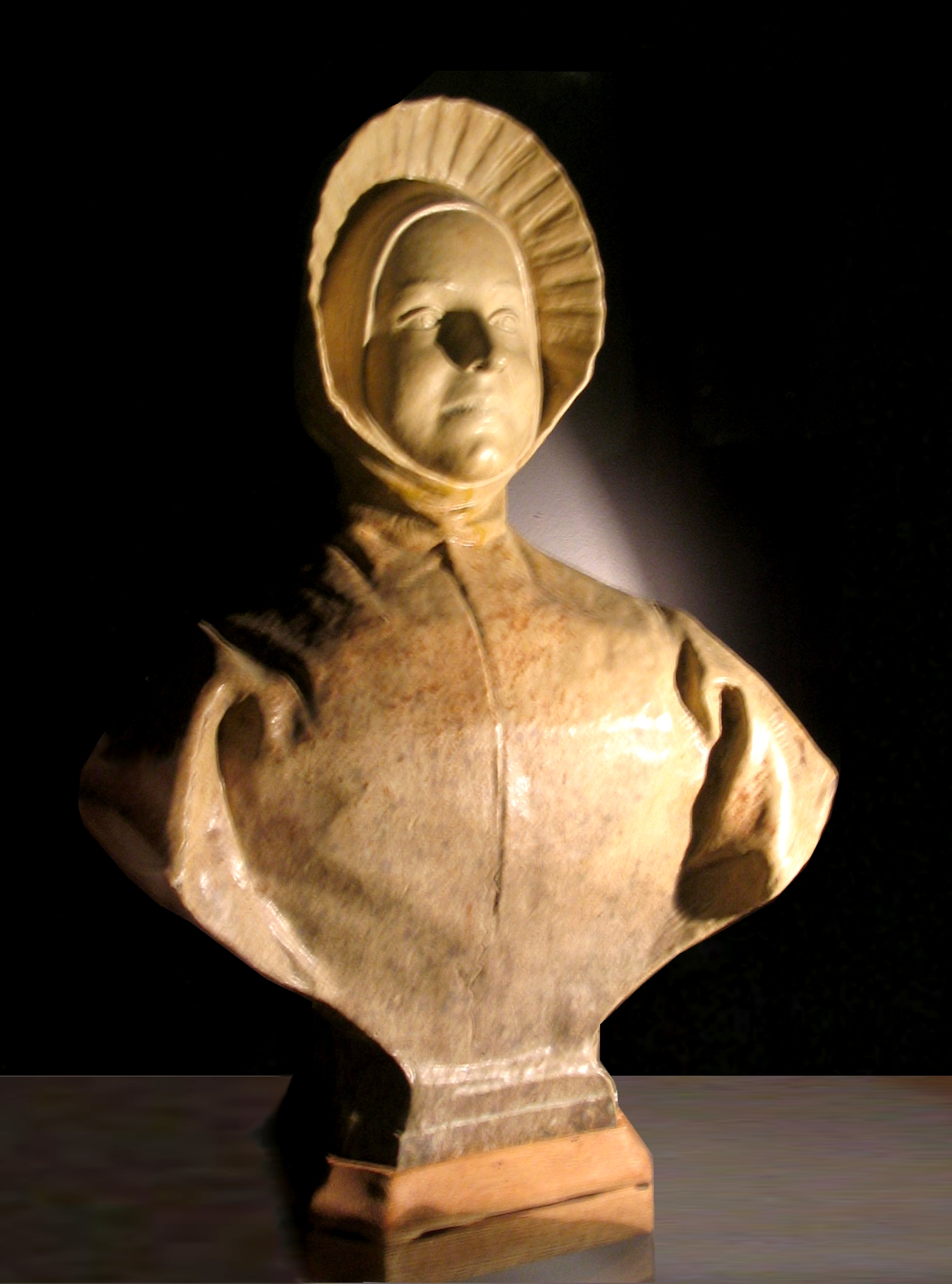
La Religieuse souriante (vers 1893-1894), grès émaillé, Paris, musée d'Orsay.
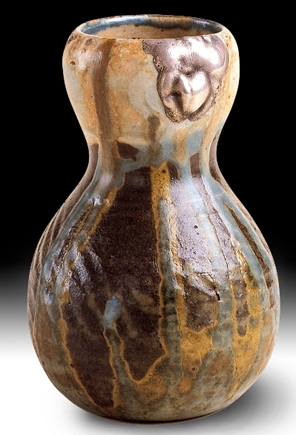
Vase, grès émaillé, Premery, musée du Grès ancien.